# Jelena Muratowa
Jelena Igoriewna Muratowa (ros. Елена Игоревна Муратова; ur. 12 grudnia 1986 w Moskwie) – rosyjska narciarka dowolna, specjalizująca się w jeździe po muldach. W 2014 roku wystartowała na igrzyskach olimpijskich w Soczi, gdzie zajęła 21. miejsce w jeździe po muldach. Na mistrzostwach świata startowała dwukrotnie, a najlepszy wynik zanotowała podczas rozgrywanych w 2013 roku MŚ w Voss, gdzie zajęła 13. lokatę w jeździe po muldach podwójnych. Najlepsze wyniki w Pucharze Świata osiągnęła w sezonie 2007/2008, kiedy to zajęła 61. miejsce w klasyfikacji generalnej, a w klasyfikacji jazdy po muldach była dwudziesta. W 2006 roku zdobyła srebrny medal w jeździe po muldach i brązowy w muldach podwójnych podczas mistrzostw świata juniorów w miejscowości Krasnoje Oziero. W 2014 roku zakończyła karierę.

## Osiągnięcia

### Igrzyska olimpijskie
| Miejsce | Dzień    | Rok  | Miejscowość | Konkurencja      | Wynik     | Zwyciężczyni            | Źródło |
| ------- | -------- | ---- | ----------- | ---------------- | --------- | ----------------------- | ------ |
| 21.     | 8 lutego | 2014 | Soczi       | jazda po muldach | 16.64 pkt | Justine Dufour-Lapointe | [ 1 ]  |

### Mistrzostwa świata
| Miejsce | Dzień    | Rok  | Miejscowość | Konkurencja                 | Wynik     | Zwyciężczyni          | Źródło |
| ------- | -------- | ---- | ----------- | --------------------------- | --------- | --------------------- | ------ |
| 22.     | 19 marca | 2005 | Ruka        | jazda po muldach            | 19.34 pkt | Hannah Kearney        | [ 2 ]  |
| 17.     | 20 marca | 2005 | Ruka        | jazda po muldach podwójnych | -         | Jennifer Heil         | [ 3 ]  |
| 20.     | 6 marca  | 2013 | Voss        | jazda po muldach            | 19.93 pkt | Hannah Kearney        | [ 4 ]  |
| 13.     | 8 marca  | 2013 | Voss        | jazda po muldach podwójna   | -         | Chloé Dufour-Lapointe | [ 5 ]  |

### Puchar Świata

#### Miejsca w klasyfikacji generalnej
- sezon 2005/2006: 95.
- sezon 2006/2007: 89.
- sezon 2007/2008: 61.
- sezon 2009/2010: 118.
- sezon 2011/2012: 162.
- sezon 2012/2013: 123.
- sezon 2013/2014: 94.

#### Miejsca na podium w zawodach
1. Inawashiro – 2 marca 2014 (muldy podwójne) – 2. miejsce